# Oltwig von Kamptz
Oltwig Wilhelm Adolf Ernst von Kamptz (* 21. April 1857 in Torgau; † 17. März 1921 in Breslau) war ein preußischer Generalmajor und Kommandeur der Kaiserlichen Schutztruppe für Kamerun.

## Leben

### Herkunft
Seine Eltern waren der preußische Generalmajor Wilhelm von Kamptz (1807–1889) und dessen zweite Ehefrau Johanne Ernestine, geborene von Velten (1825–1902). Sie war die Tochter des Landrats Hans Adolf von Velten.

### Militärische Laufbahn
Kamptz trat nach dem Besuch des Gymnasiums 1876 als Fahnenjunker in das Königin Augusta Garde-Grenadier-Regiment Nr. 4 der Preußischen Armee ein und avancierte hier bis 1892 zum Hauptmann. Ende Oktober 1893 schied er aus dem Heer aus, trat zur Marineinfanterie über und wurde als Kompaniechef im II. Seebataillon angestellt. Im Oktober 1897 folgte seine Ernennung zum Kommandeur der Kaiserlichen Schutztruppe für Kamerun. 1900 zum Major befördert, schied er im April 1901 aus der Schutztruppe aus und wurde Major und Bataillonskommandeur im 1. Hanseatischen Infanterie-Regiment Nr. 75. 1904 trat er während des Aufstandes der Herero zur Schutztruppe für Deutsch-Südwestafrika über, aus der er (seit 1906 als Oberstleutnant) im April 1907 wieder ausschied. Zuletzt im Stab des Infanterie-Regiments Nr. 28 verwendet, wurde er am 19. Januar 1909 unter Verleihung des Charakters als Oberst zur Disposition gestellt. Im Ersten Weltkrieg wurde Kamptz als z.D.-Offizier wiederverwendet und fungierte u. a. als Kommandeur der 56. Landwehr-Infanterie-Brigade. Am 16. Oktober 1918 wurde er zum Generalmajor befördert.

#### Kamerun
Kamptz gelangte Anfang 1894 als Leiter eines Detachements des Seebataillons zur Niederschlagung des sogenannten Dahomey-Aufstands, einer Meuterei der Polizeitruppe, erstmals nach Kamerun. Im Dezember 1895 wurde er mit der Vertretung des seinerzeitigen Kommandeurs der Schutztruppe, Max von Stetten, betraut. Anfang des folgenden Jahres führte er eine militärische Expedition gegen die Mvog-Betsi (Ewondo) und Etun im Bezirk Jaunde durch, im März und April 1897 gegen die Ekoi und Ngolo im Bezirk Rio del Rey. Während eines Heimataufenthalts wurde Kamptz endgültig zum Kommandeur ernannt und führte 1898 die Operationen gegen die Bulu und Fang im Süden der Kolonie. 1898/99 leitete er mit dem Wute-Adamaua-Feldzug gegen Ndumba und Tibaati die Eroberung der islamischen Reiche Nordkameruns in die Wege.

#### Südwestafrika
Während des militärischen Konflikts mit den Herero und Nama in Deutsch-Südwestafrika war Oltwig von Kamptz unter anderem an den Gefechten gegen Jakob Morenga in den großen Karasbergen beteiligt.

### Zivilleben
Nach seinem Ausscheiden aus dem aktiven Militärdienst lebte Kamptz in Honnef und nach dem Ersten Weltkrieg in Schlesien. Seine umfangreiche Sammlung von Ethnographica befindet sich seit 1902 im Überseemuseum in Bremen und im Ethnographischen Museum Berlin.